# Otwórz się na świat
Otwórz się na świat – pierwszy album studyjny Jeremiego Sikorskiego, wydany 31 marca 2015 roku przez wytwórnię My Music. Płyta zawiera 12 utworów. Płytę promowały single Bez niej nie byłoby nas oraz Chodź, do których zrealizowano teledyski.

## Lista utworów
Opracowano na podstawie materiału źródłowego.
1. Chodź
2. Manipulacja
3. To jest Twój czas
4. Doskonale
5. Dla Ciebie
6. Dobrze, że jesteś
7. Sens
8. Pozwól mi kochać
9. Bez niej nie byłoby nas
10. Dziesięć minut
11. Raz dwa trzy
12. Najważniejsza